# Jacopo Mosca
Jacopo Mosca (født 29. august 1993 i Savigliano) er en cykelrytter fra Italien, der er på kontrakt hos Lidl-Trek.